# Gollenberg, Birkenfeld
Gollenberg är en kommun och ort i Landkreis Birkenfeld i förbundslandet Rheinland-Pfalz i Tyskland.
Kommunen ingår i kommunalförbundet Verbandsgemeinde Birkenfeld tillsammans med ytterligare 30 kommuner.